# Canadian Bacon
Pour plus de détails, voir Fiche technique et Distribution.
Canadian Bacon est un film américain réalisé par Michael Moore et sorti en 1995.
Ce film est une parodie politique mettant en scène une guerre fictive, où se mêlent l'humour et la réflexion sur des sujets graves.

## Synopsis
À la fin de la guerre froide, la popularité du président des États-Unis est en baisse. Pour ne pas tomber dans l'oubli, il songe à créer un nouveau conflit et décide de simuler une guerre contre le Canada pour retrouver de la popularité. Dans le même temps, le shérif Budd Boomer et ses acolytes pro-américains, vivant près des chutes du Niagara, soutiennent cette guerre et décident d'aller directement attaquer le Canada en allant déposer leurs ordures de l'autre côté de la frontière. C'est ainsi qu'ils oublient ou plutôt abandonnent la dénommée Honey aux forces de police sur le territoire canadien. Débute alors une véritable odyssée pour Boomer et ses deux compères, à l'intelligence et au bon sens très limités, qui, malgré tout, décident de sauver Honey coûte que coûte.

## Fiche technique
- Réalisation : Michael Moore
- Production : David Brown, Michael Moore, Ron Rotholz
- Scénario : Michael Moore
- Musique : Elmer Bernstein
- Genre : comédie
- Format : 1,85 : 1
- Langue : anglais
- Durée : 91 minutes
- Pays de production :  États-Unis
- Distribution : PolyGram Film Distribution
- Date de sortie :
  - États-Unis : 22 septembre 1995
  - France : 28 février 1996

## Distribution
- John Candy (VF : Bernard Bollet) : Bud Boomer
- Alan Alda (VF : Michel Tureau) : Président des États-Unis
- Rhea Perlman (VF : Marie-Brigitte Andreï) : Honey
- Kevin Pollak : Stuart Smiley
- Rip Torn (VF : Marc Moro) : Dick Panzer
- Kevin J. O'Connor (VF : Pascal Germain) : Roy Boy
- Bill Nunn (VF : Mouss Diouf) : Kabral
- G.D. Spradlin (VF : Frédéric Cerdal) : R. J. Hacker
- Michael Moore (non crédité) : Un manifestant mécontent
- Dan Aykroyd (non crédité): Policier canadien à moto
- James Belushi (VF : Gabriel Le Doze) : Charles Jackal, le reporter NBS News

## Autour du film
- Il existe une base historique à cette fiction : le War Plan Red.
- Le film fut tourné d'octobre à décembre 1993.
- Bien qu'il s'agisse de son avant-dernier long-métrage (il tourna par la suite Pionniers malgré eux, au cours duquel il décéda pendant le tournage), Canadian Bacon est le dernier film dans lequel apparaît John Candy à être sorti en salles et le second à être sorti de façon posthume.
- La scène où l'on voit Honey modéliser la Tour Canadien National est une référence au film Rencontres du troisième type de Steven Spielberg